# Пасси-сюр-Марн
Пасси́-сюр-Марн (фр. Passy-sur-Marne) — коммуна во Франции, находится в регионе Пикардия. Департамент коммуны — Эна. Входит в состав кантона Эссом-сюр-Марн. Округ коммуны — Шато-Тьерри.
Код INSEE коммуны — 02595.

## Население
Население коммуны на 2010 год составляло 152 человека.
| 1962 | 1968 | 1975 | 1982 | 1990 | 1999 | 2010 |
| ---- | ---- | ---- | ---- | ---- | ---- | ---- |
| 121  | 135  | 143  | 131  | 121  | 112  | 152  |

## Экономика
В 2010 году среди 93 человек трудоспособного возраста (15—64 лет) 82 были экономически активными, 11 — неактивными (показатель активности — 88,2 %, в 1999 году было 73,6 %). Из 82 активных жителей работали 76 человек (41 мужчина и 35 женщин), безработных было 6 (3 мужчин и 3 женщины). Среди 11 неактивных 4 человека были учениками или студентами, 3 — пенсионерами, 4 были неактивными по другим причинам.